# Muíños
Muíños és un municipi de la província d'Ourense a Galícia. Pertany a la Comarca da Baixa Limia.
| 4.579 | 4.436 | 4.341 | 4.291 | 1.985 |
| Fonts: INE i IGE (Els criteris de registre censal variaren i les dades de l'INE i de l'IGE poden no coincidir.) |       |       |       |       |

## Geografia
Situat sobre les valls del riu Limia (embassament d'As Conchas) i del riu Sales, al costat de la frontera portuguesa. Comparteix amb aquest país veí el Parc Natural Baixa-Limia, en la Serra do Xurés. Es pot arribar al Concello (Ajuntament) de Muíños a través de l'Autovia de les Ries Baixes, prenent el desviament de Xinzo de Limia i passant per Vilar de Caso, que és el primer poble del municipi arribant des d'aquesta direcció.

## Turisme Rural
A part de la ramaderia i de l'agricultura, de vital importància en tota la Baixa Limia, Muíños despunta pel seu turisme rural, que oferix activitats per als visitants com senderisme o piragüisme. Per a tal fi es troba un alberg i diferents cases rurals. Platja fluvial a 500m del poble, gràcies a un embassament fet en la mateixa ria. En la riba de la ria podem trobar unes pozas d'aigües termals. Aquestes aigües tenen una temperatura de 50º i triguen al voltant de 30 anys a sortir a la superfície. A més de les pozas, també es pot gaudir de piragüisme, patins d'aigua a pedals, futbol, bàsquet, senderisme, ala delta... i una infinita d'activitats relacionades amb la naturalesa.

## Festes
Festas das Sopas do burro cansado, celebrades el primer cap de setmana d'Agost, gaudeixen de fama per tota la província d'Ourense.